# Supergrup de la perovskita
El supergrup de la perovskita és un grup de minerals establert i aprovat per l'Associació Mineralògica Internacional el 2016. Es defineixen com aquells minerals les estructures dels quals consisteixen en xarxes tridimensionals d'octaedres que comparteixen vèrtex i que adopten l'aristotípica estructura perovskita ABX₃ o les dels seus derivats. Consisteix en òxids simples AXO₃ cúbics a pseudocúbics. Es divideix en dos grans grups: el grup de perovskites estequiomètriques (amb estequiometria ABX₃) i el de les perovskites no estequiomètriques (amb estequiometria A₂BB'X₆). També hi ha una divisió addicional amb subgrups, connectant algunes espècies que no són necessàriament similars només en termes químics.
Els membres d'aquest supergrup són generalment compostos ABX₃, amb lloc A = A, lloc B = B i X = O, F, Cl, però també OH i As.
L'olgafrankita i la bariolakargiïta són les darreres espècies descobertes que hi pertanyen i encara no es troben englobades dins d'aquests grups.

## Grup de perovskites estequiomètriques
El grup de perovskites estequiomètriques és un grup dins del supergrup amb una estequiometria ABX₃. Aquest grup inclou sis subgrups:

### Subgrup de la bridgmanita
El subgrup de la bridgmanita és un grup de perovskites amb un únic silicat, i que inclou dues espècies: la bridgmanita i la davemaoïta. La bridgmanita és un mineral que cristal·litza en el sistema ortoròmbic que només s'ha trobat a Austràlia i al Marroc, però que es creu que compon fins al 93% del mantell inferior per sobre dels 2.700 km i, per tant, és probablement el mineral més abundant a la Terra.
| Espècie     | Fórmula     |
| ----------- | ----------- |
| Bridgmanita | (Mg,Fe)SiO₃ |
| Davemaoïta  | CaSiO₃      |

### Subgrup de la clorocalcita
El subgrup de la clorocalcita és un grup de perovskites amb un únic clorur, format únicament per la clorocalcita, un mineral ortoròmbic.
| Espècie      | Fórmula |
| ------------ | ------- |
| Clorocalcita | KCaCl₃  |

### Subgrup de la criolita
El subgrup de la criolita es defineix com un grup de perovskites de doble fluor ordenades per cationes del lloc D. El subgrup està format per tres espècies: la criolita, la simmonsita i l'elpasolita. Aquesta darrera cristal·litza en el sistema isomètric, mentre que les altres dos ho fan en el monoclínic.
| Espècie    | Fórmula   |
| ---------- | --------- |
| Criolita   | Na₂NaAlF₆ |
| Elpasolita | K₂NaAlF₆  |
| Simmonsita | Na₂LiAlF₆ |

### Subgrup de la neighborita
El subgrup de la neighborita es defineix com un grup de perovskites simples de fluor que es caracteritzen pel fluor com a anió dominant. Trobem dues espècies: la neighborita, ortoròmbica, i la parascandolaïta, isomètrica.
| Espècie         | Fórmula |
| --------------- | ------- |
| Neighborita     | NaMgF₃  |
| Parascandolaïta | KMgF₃   |

### Subgrup de la perovskita
El subgrup de la perovskita es defineix com un grup de perovskites amb un únic òxid, que es caracteritzen per l’oxigen com l’anió dominant. Els minerals d'aquest grup són els membres més comuns del supergrup de la perovskita, i es troben a l'escorça terrestre i com a inclusions riques en calci-alumini (CAI) en meteorits condrítics. El subgrup està format per deu espècies: barioperovskita, goldschmidtita, isolueshita, lakargiïta, loparita-(Ce), lueshita, macedonita, megawita, perovskita i tausonita. La macedonita és l'única d'aquestes espècies que cristal·litza en el sistema tetragonal; la resta ho fan en l'isomètric o l'ortoròmbic.
| Espècie         | Fórmula        |
| --------------- | -------------- |
| Barioperovskita | BaTiO₃         |
| Goldschmidtita  | KNbO₃          |
| Isolueshita     | (Na,La)NbO₃    |
| Lakargiïta      | Ca(Zr,Sn,Ti)O₃ |
| Loparita-(Ce)   | (Na,REE)₂Ti₂O₆ |

| Espècie    | Fórmula |
| ---------- | ------- |
| Lueshita   | NaNbO3₃ |
| Macedonita | PbTiO₃  |
| Megawita   | CaSnO₃  |
| Perovskita | CaTiO₃  |
| Tausonita  | SrTiO₃  |

De totes aquestes espècies, als territoris de parla catalana només ha estat descrita la perovskita: a les mines de Costabona, a la localitat de Prats de Molló i la Presta, al Vallespir.

### Subgrup de la sulfohalita
El subgrup de la sulfohalita es defineix com un grup d'antiperovskites dobles amb la fórmula estructural D₂XX’A₆, format exclusivament per la sulfohalita.
| Espècie     | Fórmula      |
| ----------- | ------------ |
| Sulfohalita | Na₆(SO₄)₂FCl |

### Subgrup de la vapnikita
El subgrup de la vapnikita es defineix com un grup de perovskites amb doble òxid ordenades per cationes del lloc D. El subgrup està format per dues espècies: la latrappita, ortoròmbica, i la vapnikita, monoclínica.
| Espècie    | Fórmula     |
| ---------- | ----------- |
| Latrappita | Ca₂NbFe3+O₆ |
| Vapnikita  | Ca₂CaUO₆    |

## Grup de perovskites no estequiomètriques
Aquest grup inclou onze subgrups.

### Subgrup de l'auricuprur
El subgrup de l'auricuprur es defineix com un grup de perovskites inverses vacants del lloc B, com també ho és el subgrup de la cohenita. El subgrup l'integren dues espècies: l'auricuprur i el cuproaurur.
| Espècie    | Fórmula |
| ---------- | ------- |
| Auricuprur | Cu₃Au   |
| Cuproaurur | Cu₃Au   |

### Subgrup de la brownmil·lerita
El subgrup de la brownmil·lerita es defineix com un grup de perovskites deficients en anions. Aquest subgrup l'integren cinc espècies, totes elles ortoròmbiques: la brownmil·lerita, la nataliakulikita, la shulamitita, la srebrodolskita i la xariguinita.
| Espècie         | Fórmula                          |
| --------------- | -------------------------------- |
| Brownmil·lerita | Ca₂(Al,Fe³⁺)₂O₅                  |
| Nataliakulikita | Ca₄Ti₂(Fe³⁺,Fe²⁺)(Si,Fe³⁺,Al)O₁₁ |
| Shulamitita     | Ca₃TiFe³⁺AlO₈                    |
| Srebrodolskita  | Ca₂Fe³⁺₂O₅                       |
| Xariguinita     | Ca₃TiFe₂O₈                       |

### Subgrup de la cohenita
El subgrup de la cohenita es defineix com un grup de perovskites inverses vacants del lloc B, com també ho és el subgrup de l'auricuprur. El subgrup està format únicament per la mateixa cohenita, un mineral trobat principalment en meteorits.
| Espècie  | Fórmula |
| -------- | ------- |
| Cohenita | Fe₃C    |

La cohenita només ha estat trobada dins els territoris de parla catalana al meteorit de Nulles, un meteorit caigut a la localitat de Bell-lloc d'Urgell (Pla d'Urgell) en el mes de novembre de 1851, un dels cinc meteorits coneguts caiguts a Catalunya.

### Subgrup de la diaboleïta
El subgrup de la diaboleïta es defineix com un grup de perovskites dobles vacants del lloc B. Aquest subgrup només compta amb una espècie, la diaboleïta, que dona nom al subgrup.
| Espècie    | Fórmula       |
| ---------- | ------------- |
| Diaboleïta | Pb₂CuCl₂(OH)₄ |

### Subgrup de l'hematofanita
El subgrup de l'hematofanita es defineix com un grup de perovskites quàdruples amb el lloc B parcialment invers amb dèficit d'anions. Aquest subgrup està format exclusivament per l'hematofanita.
| Espècie      | Fórmula         |
| ------------ | --------------- |
| Hematofanita | Pb₄Fe₃O₃(OH,Cl) |

### Subgrup de la liguowuïta
El subgrup de la liguowuïta és un grup creat l'any 2022 a partir de l'aprovació de la liguowuïta, i es defineix un grup amb vacant al lloc A. Aquest subgrup està format exclusivament per la liguowuïta.
| Espècie    | Fórmula |
| ---------- | ------- |
| Liguowuïta | WO₃     |

### Subgrup de l'oskarssonita
El subgrup de l'oskarssonita es defineix com un grup de perovskites senzilles amb vacant al lloc B. Aquest subgrup està format per la mateixa oskarssonita i per la waimirita-(Y).
| Espècie       | Fórmula |
| ------------- | ------- |
| Oskarssonita  | AlF₃    |
| Waimirita-(Y) | YF₃     |

### Subgrup de la schoenfliesita
El subgrup de la schoenfliesita són estannats cúbics de fórmula general: M2+[Sn4+(OH)₆]. Els membres d’aquest grup contenen un anió hexahidroxostannat (IV). Els minerals d'aquest grup són perovskites amb dobles hidròxid i vacant en el lloc A. Hi formen part set espècies: burtita, jeanbandyita, mushistonita, natanita, schoenfliesita, vismirnovita i wickmanita. La jeanbandyita és l'única espècies d'aquest subgrup que cristal·litza en el sistema tetragonal; la resta ho fan a l'isomètric.
| Espècie        | Fórmula                   |
| -------------- | ------------------------- |
| Burtita        | Ca[Sn(OH)₆]               |
| Jeanbandyita   | Fe3+ xFe2+ 1-xSn(OH)6-xOx |
| Mushistonita   | (Cu,Zn,Fe2+)[Sn(OH)₆]     |
| Natanita       | Fe2+[Sn(OH)₆]             |
| Schoenfliesita | Mg[Sn(OH)₆]               |
| Vismirnovita   | Zn[Sn(OH)₆]               |
| Wickmanita     | Mn2+[Sn(OH)₆]             |

### Subgrup de la skutterudita
El subgrup de la skutterudita són perovskites quàdruples vacants en el lloc A. Hi formen part quatre espècies: ferroskutterudita, kieftita, niquelskutterudita i skutterudita, i totes quatre cristal·litzen en el sistema isomètric.
| Espècie            | Fórmula       |
| ------------------ | ------------- |
| Ferroskutterudita  | (Fe,Co)As₃    |
| Kieftita           | CoAs₃         |
| Niquelskutterudita | (Ni,Co,Fe)As₃ |
| Skutterudita       | CoAs₃         |

Als territoris de parla catalana han estat descrita tant la skutterudita com la niquelskutterudita. La primera, la que dona nom al subgrup, ha estat descrita a tres indrets: a la mina Eureka, a la localitat de La Torre de Cabdella (Pallars Jussà); a la mina Atrevida, a Vimbodí i Poblet (Conca de Barberà); i a la mina Serrana, a El Molar (Priorat). La niquelskutterudita ha estat trobada a la ja citada mina Eureka.

### Subgrup de la söhngeïta
El subgrup de la söhngeïta és un grup d'hidròxids metàl·lics simples amb la fórmula general M(OH)₃, on M = Fe, In, Ga. Es defineixen com perovskites dobles d'hidròxid vacants en el lloc A, i les espècies que l'integren són tres: bernalita, dzhalindita i söhngeïta.
| Espècie     | Fórmula                       |
| ----------- | ----------------------------- |
| Bernalita   | Fe(OH)₃·nH₂O (n = 0,0 a 0,25) |
| Dzhalindita | In(OH)₃                       |
| Söhngeïta   | Ga(OH)₃                       |

### Subgrup de la stottita
El subgrup de la stottita és un grup d’hidròxids metàl·lics tetragonals. Els minerals d'aquest subgrup són perovskites dobles d’hidròxid vacants en el lloc A. El subgrup el formen quatre espècies: mopungita, stottita, tetrawickmanita i zincostottita.
| Espècie         | Fórmula         |
| --------------- | --------------- |
| Mopungita       | Na[Sb⁵⁺(OH)₆]   |
| Stottita        | Fe²⁺[Ge⁴⁺(OH)₆] |
| Tetrawickmanita | Mn²⁺[Sn⁴⁺(OH)₆] |
| Zincostottita   | ZnGe(OH)₆       |